# 세지필드 (영국 의회 선거구)
세지필드(Sedgefield)는 영국 의회 하원에서 지역을 대표하는 더럼주의 선거구이다. 1983년부터 2007년까지 노동당의 토니 블레어 전 영국 총리가 지역구 의원으로 있었으며, 2019년부터 2024년까지 보수당 소속의 폴 하월이 지역구 의원을 맡았다.
2023년 웨스트민스터 선거구 정기심의 결과, 2024년 영국 총선부터 지역구 폐지 대상으로 지정되었으며 세지필드 일대를 비롯한 관할구역 대다수는 뉴턴에이클리프 스페니무어라는 신설 지역구로 이어지게 되었다.

## 역사

### 1918년~1974년
1918년 영국 총선에서 처음 신설되었으며 1918년 인민대표법에 의거하여 만들어졌다. 기존 사우스이스트더럼 지역구를 폐지하면서 그 남쪽 일대 지역을 분리하는 방식으로 신설되었으며, 세지필드와 빌링엄을 포함하였다.
1974년 2월 총선에서 폐지되었으며 비숍오클랜드, 더럼, 이징턴, 스토크온티스 등의 지역구로 쪼개졌다.

### 1983년~2024년
이후 1983년 영국 총선부터 다시 부활되었으며, 그해부터 2007년 6월까지 토니 블레어가 지역구 의원으로 있었다. 블레어 의원은 노동당 대표로 당선되어 1997년 총선에서 노동당의 압승을 이끈 주역으로 떠올랐으며, 이후 10년간 영국 총리를 역임하며 두 차례의 총선에서 연달아 승리하였다. 블레어 총리는 노동당 최초로 3연속 승리를 안긴 거물 정치인이기도 하다. 2007년 6월 총리직을 사퇴함과 동시에 세지필드 지역구 의원직에서도 물러나 재보궐선거가 치러지게 되었다.
2007년 7월 19일 치러진 재보궐선거에서 공식 노동당 후보인 필 윌슨이 당선되었다. 지난 선거에 비해 2위와의 표 격차가 줄어들긴 했지만 전국 기준으로 봤을 때 불안정 지역구보다는 여전히 텃밭 지역구로 분류되었다. 윌슨 의원은 블레어 의원이 달성했던 표 격차에는 미치지 못했으며, 2017년 총선에서 처음으로 완전 과반득표를 달성하였다. 하지만 매 선거 때마다 6,000표 이상의 표 격차는 확보해 왔다.
2019년 총선에서 보수당의 폴 하월 후보가 12.8%의 선회표심을 타고 4,513표의 격차로 윌슨 의원을 누르고 당선되었다. 세지필드는 이번 총선에 잉글랜드에서 보수당이 탈환한 지역구 48곳 중 하나가 되었으며, 레드월이라 부르던 노동당 지지기반 지역을 무너뜨리게 되었다.

## 관할구역
1974년 2월 총선에서 폐지될 당시, 빌링햄 도시구, 달링턴 지방구, 세지필드 지방구, 스토크턴 지방구 (노턴, 엘턴, 프레스턴온티스, 달턴피어시, 그레이섬, 시턴 제외)가 세지필드 지역구로 묶였었다.
1983–1997년: 세지필드구 비숍미들햄, 브룸, 칠턴, 콘퍼스, 페리힐, 피시번, 로스페니무어, 터드호그레인지, 미들스톤, 뉴트림던, 트림던그레인지, 올드트림던, 세지필드, 스페니무어, 터드호. 이징턴구 데프힐, 허튼헨리, 손리, 위틀리힐, 윙게이트. 달링턴구 헤잉턴, 헐워스, 미들턴세인트조지, 새드버지, 웨소.
1997–2010년: 세지필드구 비숍미들햄, 브룸, 칠턴, 콘퍼스, 페리힐, 피시번, 미드리지, 네빌, 뉴트림던앤드트림던그레인지, 올드트림던, 세지필드, 섀프토, 심패스처, 웨스트, 우드햄. 이징턴구 디프힐, 허튼헨리, 손리, 위틀리힐, 윙게이트. 달링턴구 헤잉턴, 허워스, 미들턴세인트조지, 새드버지, 웨소.
2010–2015년: 세지필드구 비숍미들햄, 콘퍼스, 브룸, 칠턴, 페리힐, 피시번앤드올드트림던, 그린필드미드리지, 네빌앤드심패스처, 뉴트림던앤드트림던그레인지, 세지필드, 섀프토세인트메리스, 웨스트, 우드햄. 이징턴구 손리, 위틀리힐, 윙게이트. 달링턴구 헤잉턴, 코니스클리프, 헐워스, 새드버지, 웨소.
2015–현재: 세지필드구 비숍미들햄, 콘퍼스, 브룸, 칠턴, 페리힐, 피시번앤드올드트림던, 그린필드미드리지, 네빌앤드심패스처, 뉴트림던, 트림던그레인지, 세지필드, 섀프토세인트메리스, 웨스트, 우드햄. 이징턴구 손리, 위틀리힐, 윙게이트. 달링턴구 헤잉턴, 코니스클리프, 헐워스, 새드버지앤드미들턴세인트조지.

### 선거구 개편안
2016년 제6차 웨스트민스터 선거구 정기심의에서는 본 선거구가 폐지될 것으로 결정됐다. 뉴튼에이클리프, 칠턴, 세지필드, 트림던, 위틀리힐 등 현 지역구의 대부분 지역이 '이스트더럼' 지역구로 신설된다. 현 세지필드 지역구와 신설될 이스트더럼 지역구 간의 차이점은 첫째, 지역구 남부 달링턴 인근 지역 대부분이 달링턴 지역구에 편입되어 달링턴구 전역을 포괄토록 한다. 둘째, 지역구 서쪽의 페리힐을 비숍오클랜드 지역구로 이전한다. 셋째, 콕스호 일대 지역을 시티오브더럼 지역구에서 받아온다. 넷째, 해즈웰, 쇼턴콜리어리, 캐슬이든, 블랙홀콜리어리 일대를 이징턴 지역구에서 받아온다. 다섯째, 하트빌리지 일대 지역을 하틀풀 지역구에서 받아온다로 요약된다.
2023년 선거구 구획 심의에서는 달링턴구 내 전 선거지역을 현재 세지필드 선거구에서 제외하고, 비숍오클랜드 지역구에서 실던 일대를, 시티오브더럼 지역구에서 콕스호 일대를 받아오는 것으로 바뀌었다. 지역구 명칭 역시 '뉴턴에이클리프 세지필드'로 개명한다. 이와 같은 선거구 경계를 2019년 총선 결과에 대입하면 노동당 후보가 528표 우위로 당선된다는 결과가 도출된다.

## 지역 정보
세지필드는 예로부터 석탄, 형석, 철광석 등을 생산하는 탄광 산업지대였으며, 트림던 일대의 옛 석탄생산 지대와 뉴턴아이클리프 일대의 산업지대로 이뤄져 있다. 최근에는 히타치 뉴튼아이클리프 공장이 건설되어 730명의 일자리가 창출되기도 했다.
노동자가 많은 지역 특성상 노동당의 지지가 강하며, 일부 지역에서는 거의 일관된 노동당 지지를 보이고 있다. 하지만 세지필드시 일대는 칙령 연대가 1312년으로 거슬러 올라가는 전통적인 상업도시로서, 보수당 표심이 강하다. 달링턴 외곽 지역도 비교적 부유층이 많으며, 허워스온티스도 실업률이 1.0%에 불과하는 등 보수당 지지 지역도 혼재되어 있다.
세지필드 지역구의 인구조사 결과는 비슷한 특성을 가진 구역에 따라 두 곳으로 나뉜다. 한쪽은 평균소득이 전국 평균치보다 낮은 노동인구 밀집지역이며, 다른 한쪽은 공영 주택에 의존하며 평균치에 근접한 지역이다.  2012년 말 세지필드 지역구의 실업률은 전체 인구 중 5.0%이며 전국 평균치인 5.5%보다 다소 낮았다.

## 역대 국회의원

### 1918년~1974년
| 선거   | 선거          | 국회의원        | 정당        |             |
| ------ | ------------- | --------------- | ----------- | ----------- |
|        | 1918년        | 롤랜드 버던     | 연합보수당  |             |
|        | 1922년        | 존 헤리어츠     | 노동당      |             |
|        | 1923년        | 레오너드 로프너 | 보수당      |             |
|        | 1929년        | 존 헤리어츠     | 노동당      |             |
|        | 1931년        | 롤랜드 제닝스   | 보수당      |             |
|        | 1935년        | 존 레슬리       | 노동당      |             |
| 1950년 | 조셉 슬레이터 |                 |             |             |
| 1970년 | 데이비드 리드 |                 |             |             |
|        | 1974년 2월    | 선거구 폐지     | 선거구 폐지 | 선거구 폐지 |

### 1983년~2024년
| 선거 | 선거          | 국회의원    | 정당        |             |
| ---- | ------------- | ----------- | ----------- | ----------- |
|      | 1983년        | 토니 블레어 | 노동당      |             |
|      | 2007년 재보궐 | 필 윌슨     | 노동당      |             |
|      | 2019년        | 폴 하월     | 보수당      |             |
|      | 2024년        | 선거구 폐지 | 선거구 폐지 | 선거구 폐지 |

## 역대 선거 결과 (1983년~2024년)

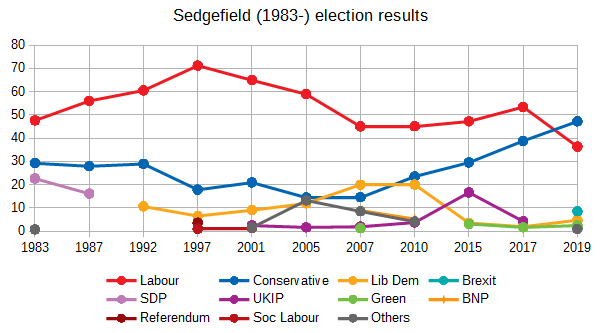
역대 선거 결과 추이

### 1980년대
|  | 47.6% |

|  | 29.2% |

|  | 22.6% |

|  | 0.7% |

|  | 56.0% |

|  | 27.9% |

|  | 16.1% |

### 1990년대
|  | 60.5% |

|  | 28.9% |

|  | 10.6% |

|  | 71.2% |

|  | 17.8% |

|  | 6.5% |

|  | 3.6% |

|  | 1.0% |

### 2000년대
|  | 64.9% |

|  | 20.9% |

|  | 9.0% |

|  | 2.4% |

|  | 1.3% |

|  | 0.9% |

|  | 0.6% |

|  | 58.9% |

|  | 14.4% |

|  | 11.9% |

|  | 10.3% |

|  | 1.6% |

|  | 0.6% |

|  | 0.5% |

|  | 0.5% |

|  | 0.4% |

|  | 0.2% |

|  | 0.2% |

|  | 0.2% |

|  | 0.2% |

|  | 0.1% |

|  | 0.0% |

|  | 44.8% |

|  | 19.9% |

|  | 14.6% |

|  | 8.9% |

|  | 6.7% |

|  | 1.9% |

|  | 1.2% |

|  | 0.6% |

|  | 0.6% |

|  | 0.5% |

|  | 0.1% |

### 2010년대
|  | 45.1% |

|  | 23.5% |

|  | 20.0% |

|  | 5.2% |

|  | 3.7% |

|  | 2.6% |

|  | 47.2% |

|  | 29.5% |

|  | 16.6% |

|  | 3.5% |

|  | 3.1% |

|  | 53.4% |

|  | 38.8% |

|  | 4.2% |

|  | 1.9% |

|  | 1.6% |

|  | 47.2% |

|  | 36.3% |

|  | 8.5% |

|  | 4.7% |

|  | 2.4% |

|  | 0.9% |

## 역대 선거 결과 (1918년~1974년)

### 1910년대
|  | 42.1% |

|  | 36.8% |

|  | 21.1% |

### 1920년대
|  | 43.6% |

|  | 40.5% |

|  | 15.9% |

|  | 50.0% |

|  | 50.0% |

|  | 52.7% |

|  | 47.3% |

|  | 47.7% |

|  | 39.5% |

|  | 12.8% |

### 1930년대
|  | 58.8% |

|  | 41.2% |

|  | 52.3% |

|  | 47.7% |

### 1940년대
|  | 63.8% |

|  | 36.2% |

### 1950년대
|  | 62.5% |

|  | 37.5% |

|  | 62.3% |

|  | 37.7% |

|  | 59.7% |

|  | 40.3% |

|  | 58.5% |

|  | 41.5% |

### 1960년대
|  | 60.7% |

|  | 39.3% |

|  | 64.7% |

|  | 35.4% |

### 1970년대
|  | 60.5% |

|  | 39.5% |

## 같이 보기
- 더럼주의 의회 선거구

### 참조주
1. ↑  “Electorate Figures - Boundary Commission for England”. 《2011 Electorate Figures》. Boundary Commission for England. 2011년 3월 4일. 2010년 11월 6일에 원본 문서에서 보존된 문서. 2011년 3월 13일에 확인함.
2. ↑  “'Sedgefield', June 1983 up to May 1997”. 《ElectionWeb Project》. Cognitive Computing Limited. 2016년 3월 14일에 원본 문서에서 보존된 문서. 2016년 3월 14일에 확인함.
3. ↑  Statutory Instrument 1970 No. 1674 The Parliamentary Constituencies (England) Order 1970 (Coming into force 25 November 1970)
4. ↑  〈(36) Proposed East Durham seat〉. Initial proposals for new Parliamentary constituency boundaries in the North East (보고서). Boundary Commission for England. September 2016. 14쪽.
5. ↑  “Hitachi's £82m train factory opens”. 2015년 9월 3일  – www.bbc.co.uk 경유.
6. ↑  “Tees Valley Ward Statistics”.[깨진 링크(과거 내용 찾기)]
7. ↑  “Local statistics - Office for National Statistics”. 《www.ons.gov.uk》.
8. ↑  Unemployment claimants by constituency The Guardian
9. ↑  “Election Data 1983”. Electoral Calculus. 2011년 10월 15일에 원본 문서에서 보존된 문서. 2015년 10월 18일에 확인함.
10. ↑  “Election Data 1987”. Electoral Calculus. 2011년 10월 15일에 원본 문서에서 보존된 문서. 2015년 10월 18일에 확인함.
11. ↑  “Election Data 1992”. Electoral Calculus. 2011년 10월 15일에 원본 문서에서 보존된 문서. 2015년 10월 18일에 확인함.
12. ↑  “Politics Resources”. 《Election 1992》. Politics Resources. 1992년 4월 9일. 2011년 7월 24일에 원본 문서에서 보존된 문서. 2010년 12월 6일에 확인함.
13. ↑  “Election Data 1997”. Electoral Calculus. 2011년 10월 15일에 원본 문서에서 보존된 문서. 2015년 10월 18일에 확인함.
14. ↑  “Election Data 2001”. Electoral Calculus. 2011년 10월 15일에 원본 문서에서 보존된 문서. 2015년 10월 18일에 확인함.
15. ↑  “Election Data 2005”. Electoral Calculus. 2011년 10월 15일에 원본 문서에서 보존된 문서. 2015년 10월 18일에 확인함.
16. ↑  “Election Data 2010”. Electoral Calculus. 2013년 7월 26일에 원본 문서에서 보존된 문서. 2015년 10월 17일에 확인함.
17. ↑  “Election 2010 – Sedgefield”. BBC News.
18. ↑  “Election Data 2015”. Electoral Calculus. 2015년 10월 17일에 원본 문서에서 보존된 문서. 2015년 10월 17일에 확인함.
19. ↑  “Sedgefield”. BBC News. 2015년 5월 15일에 확인함.
20. ↑  “Sedgefield constituency General Election 2017 – parties, candidates and the history of the seat”. BBC News. 2017년 6월 9일에 확인함.
21. ↑  “Sedgefield parliamentary constituency – Election 2019”. BBC News. 2020년 1월 12일에 확인함.
22. 1 2 3 4 5 6 7 8  British Parliamentary Election Results 1918–1949, FWS Craig (1983). Chichester: Parliamentary Research Services. ISBN 0-900178-06-X.
23. ↑  Debrett's House of Commons and the Judicial Bench

| 영국 의회       | 영국 의회                        | 영국 의회              |
| --------------- | -------------------------------- | ---------------------- |
| 이전 헌팅던     | 영국 총리의 지역구 1997년~2007년 | 이후 커콜디 카우든비스 |
| 이전 더비사우스 | 야당 대표의 지역구 1994년~1997년 | 이후 헌팅던            |